# Operation Argo
Operation Argo er en amerikansk dramatisk thriller-film, instrueret af Ben Affleck. Det er en dramatisering af og er baseret på en artikel fra 2007 omhandlende "Canadian Caper", i hvilken Tony Mendez, en CIA-agent, leder en redningsaktion af seks amerikanske diplomater i Teheran, Iran under gidselkrisen i Iran i 1979.
I filmen spiller Affleck Mendez, mens også Bryan Cranston, Alan Arkin og John Goodman er med på rollelisten. Den blev udgivet i Nordamerika til både kritisk og kommerciel succes den 12. oktober 2012, og senere udgivet i Danmark den 8. november 2012. Filmen er produceret af Grant Heslov, Ben Affleck og George Clooney. Historien om redningsaktionen blev også fortalt i Lamont Johnsons tv-film Escape from Iran: The Canadian Caper fra 1981.
Operation Argo modtog syv nomineringer til de 85. Academy Awards og vandt tre, for Bedste klipning, Bedste adapteret manuskript, og Bedste film. Filmen fik også fem Golden Globe-nomineringer og vandt for Bedste film - Drama og Bedste instruktør, mens den var nomineret for Bedste mandlige birolle for Arkins præstation. Den vandt prisen for Bedste Emsemble ved 19th Screen Actors Guild Awards, mens Alan Arkin var nomineret for en Bedste præstation af en skuespiller i en birolle. Den vandt også Bedste film og Bedste klipning ved de 66. British Academy Film Awards.